# Bank of America Plaza (Atlanta)
Bank of America Plaza is een wolkenkrabber in Atlanta, Verenigde Staten. Het gebouw, dat tussen 1991 en 1992 gebouwd werd, is 311,81 meter hoog, en telt 55 verdiepingen. Het kantoorgebouw is ontworpen door Kevin Roche John Dinkeloo and Associates LLC. De eigenaar van het 150 miljoen dollar kostende gebouw is BentleyForbes.

## Ontwerp
Het gebouw is in postmodernistische stijl ontworpen. De bouw duurde slechts 14 maanden, een van de snelste tijden ooit voor een gebouw hoger dan 300 meter. Door de donkere kleur van de façade en de verticale lijnen lijkt het gebouw hoger dan het in werkelijkheid is. Een ander voordeel van de verticale lijnen is, dat het vele hoek-kantoren oplevert. Het gebouw staat op 1,5 ha aan Peachtree Street en staat met een hoek van 45° op deze straat. Hierdoor hebben zo veel mogelijk kantoormedewerkers een uitzicht op het noorden en zuiden, waar Downtown en Midtown Atlanta zich bevinden.
Op de top van het gebouw staat een 27 meter hoge obelisk-achtige spits, die de vorm van het gebouw herhaalt. Het grootste gedeelte van de spits is bedekt met 23 karaats goud. De spits staat op een open rasterwerk in de vorm van een piramide. Deze piramide wordt 's nacht oranje verlicht. Het kantoorgedeelte eindigt abrupt met een plat dak, maar lijkt door de piramide in een punt te eindigen.

## Galerij

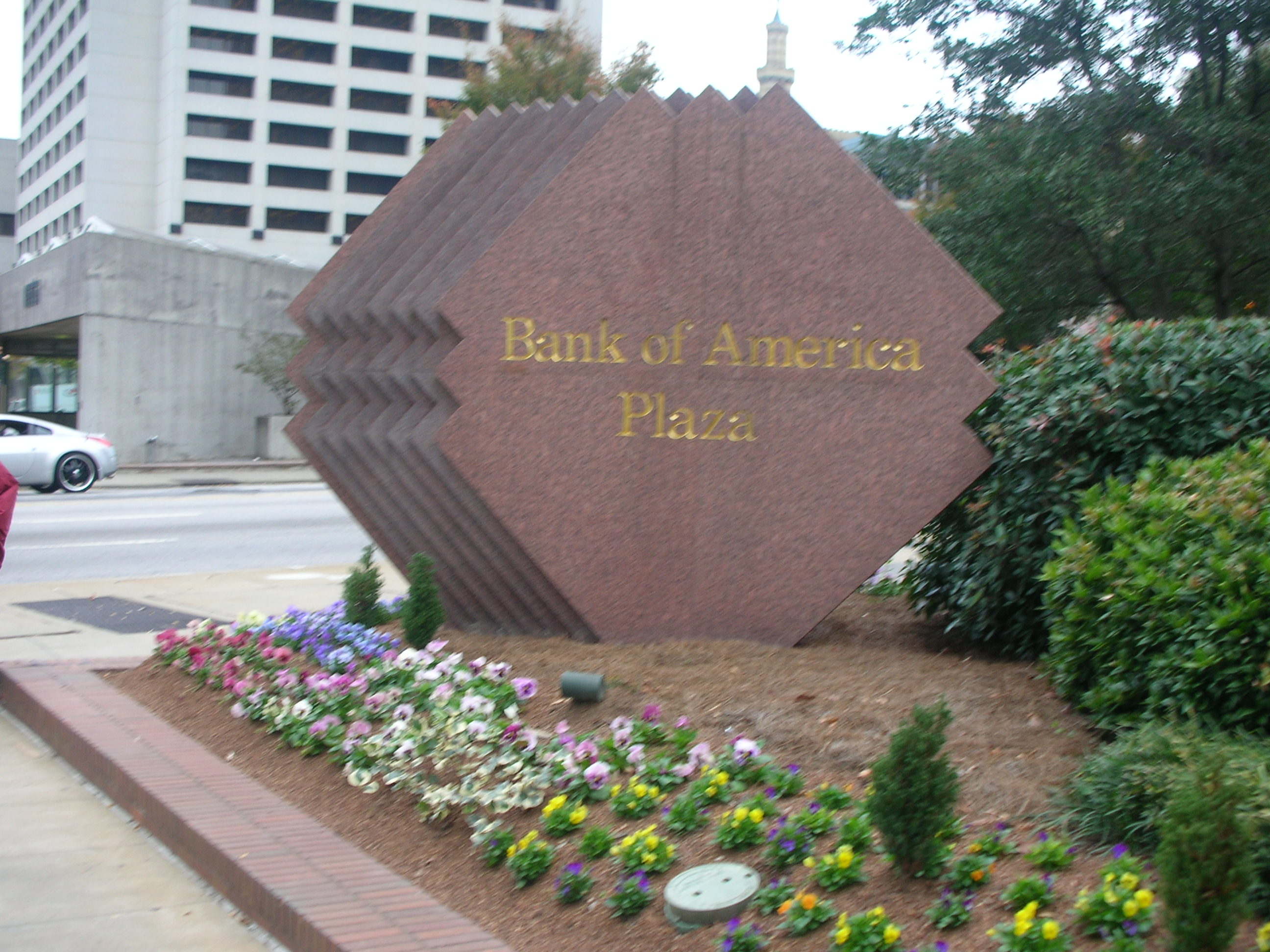
Bord van de toren langs de straat
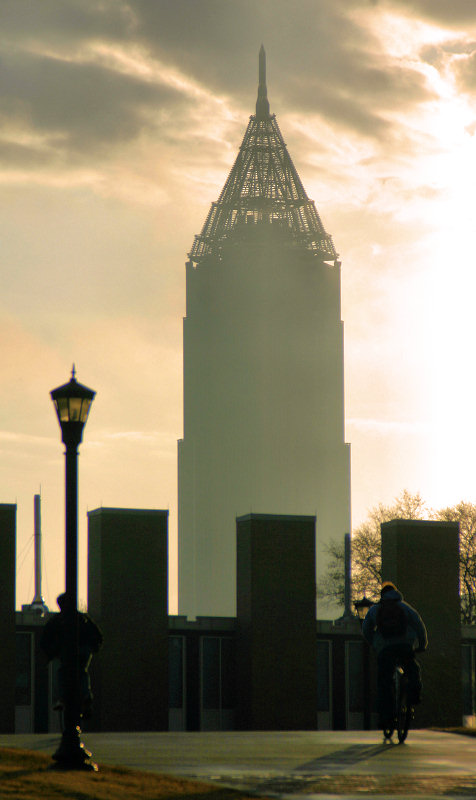
De toren vanaf Georgia Institute of Technology.
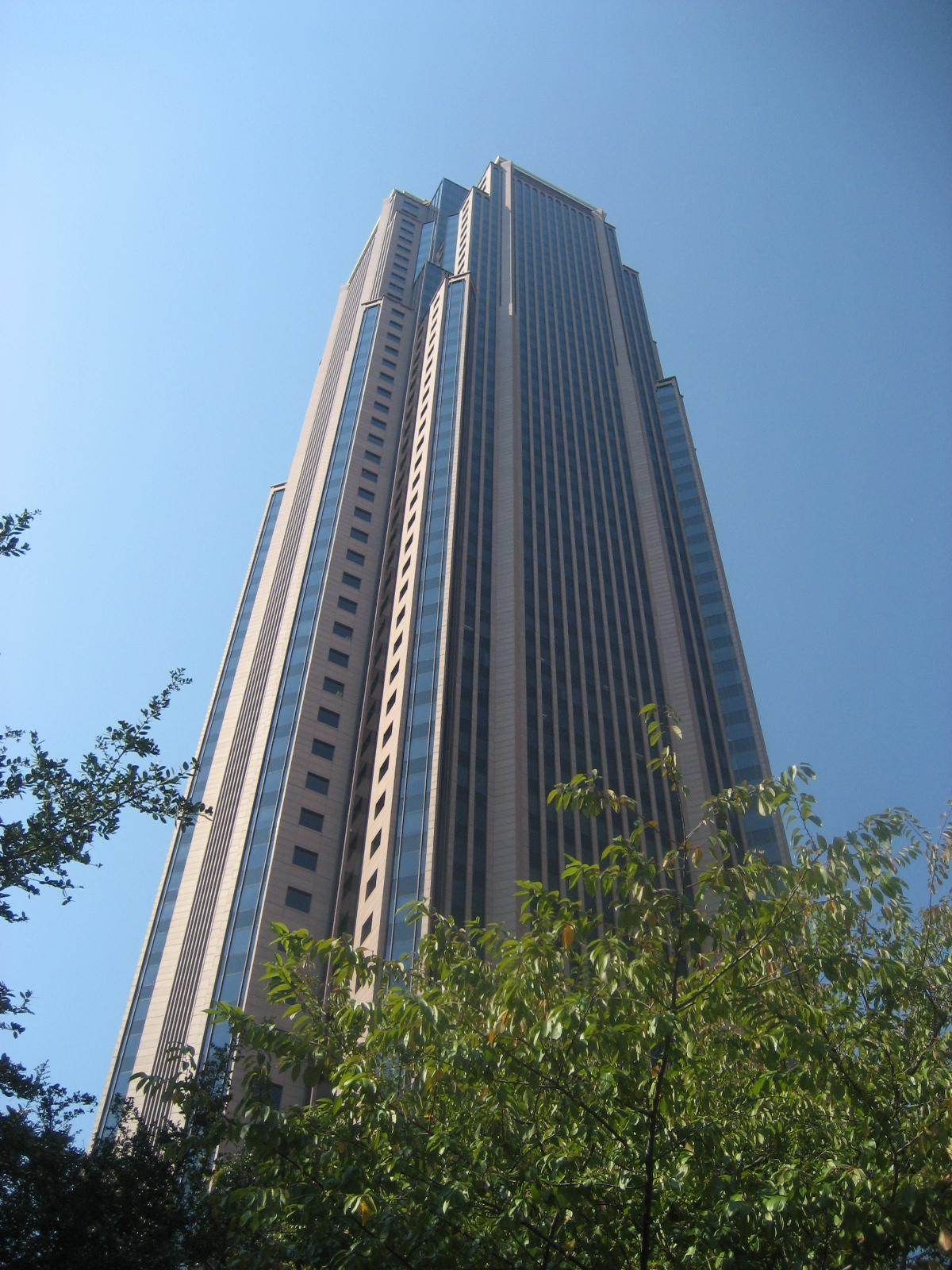
De toren op 5 oktober 2008. Hier is duidelijk te zien dat de hoeken van het gebouw zijn ingesneden. Hierdoor ontstaan verticale lijnen die het gebouw hoger doen lijken en meer licht het gebouw inlaten.